# Governador Dix-Sept Rosado
Governador Dix-Sept Rosado é um município brasileiro do estado do Rio Grande do Norte.

## Topônimo
O nome do município é uma referência ao político Jerônimo Dix-Sept Rosado Maia, ex-governador do estado do Rio Grande do Norte e membro da tradicional família Rosado, de forte base política em Mossoró e região.
O referido político faleceu em um acidente aéreo em Aracaju, Sergipe, no ano de 1951. 
Antes de ser denominado Governador Dix-sept Rosado, o município já foi chamado de Sebastianópolis, Passagem de Pedro e Vila de São Sebastião.

## Geografia
Com uma área de 1 129,55 km², Governador Dix-Sept Rosado é o sexto maior município do Rio Grande do Norte em extensão territorial, ocupando 2,1389% da superfície estadual. 
Localiza-se a 312 km da capital estadual, Natal, e a 2 244 km da capital federal, Brasília. Limita-se a norte com Mossoró e Baraúna; a sul com Caraúbas, Apodi, Felipe Guerra e Upanema; a leste novamente com Mossoró e Upanema e, a oeste, Felipe Guerra e os municípios cearenses de Limoeiro do Norte, Tabuleiro do Norte e Quixeré.
De acordo com a divisão do Instituto Brasileiro de Geografia e Estatística (IBGE) vigente desde 2017, Governador Dix-Sept Rosado pertence às regiões geográficas intermediária e imediata de Mossoró. Até então, com a vigência das divisões em mesorregiões e microrregiões, o município fazia parte da microrregião da Chapada do Apodi, que por sua vez era parte da mesorregião do Oeste Potiguar.
No município predomina um relevo plano, com altitudes inferiores a cem metros e terrenos sedimentares de baixa declividade, que formam a Chapada do Apodi. A maior parte do território dix-septiense se localiza na Formação Jandaíra, que é parte da Bacia Potiguar e é formada por rochas sedimentares constituídas por calcário, oriundas na Idade Cretácea Superior, há cerca de oitenta milhões de anos. As áreas próximas ao leito do rio Apodi são planícies fluviais compostas por areia e cascalho. Por último, a leste, estão rochas líticas do Grupo Barreiras, com depósitos de quartzo e sílex, que caracterizam as paleocascalheiras.

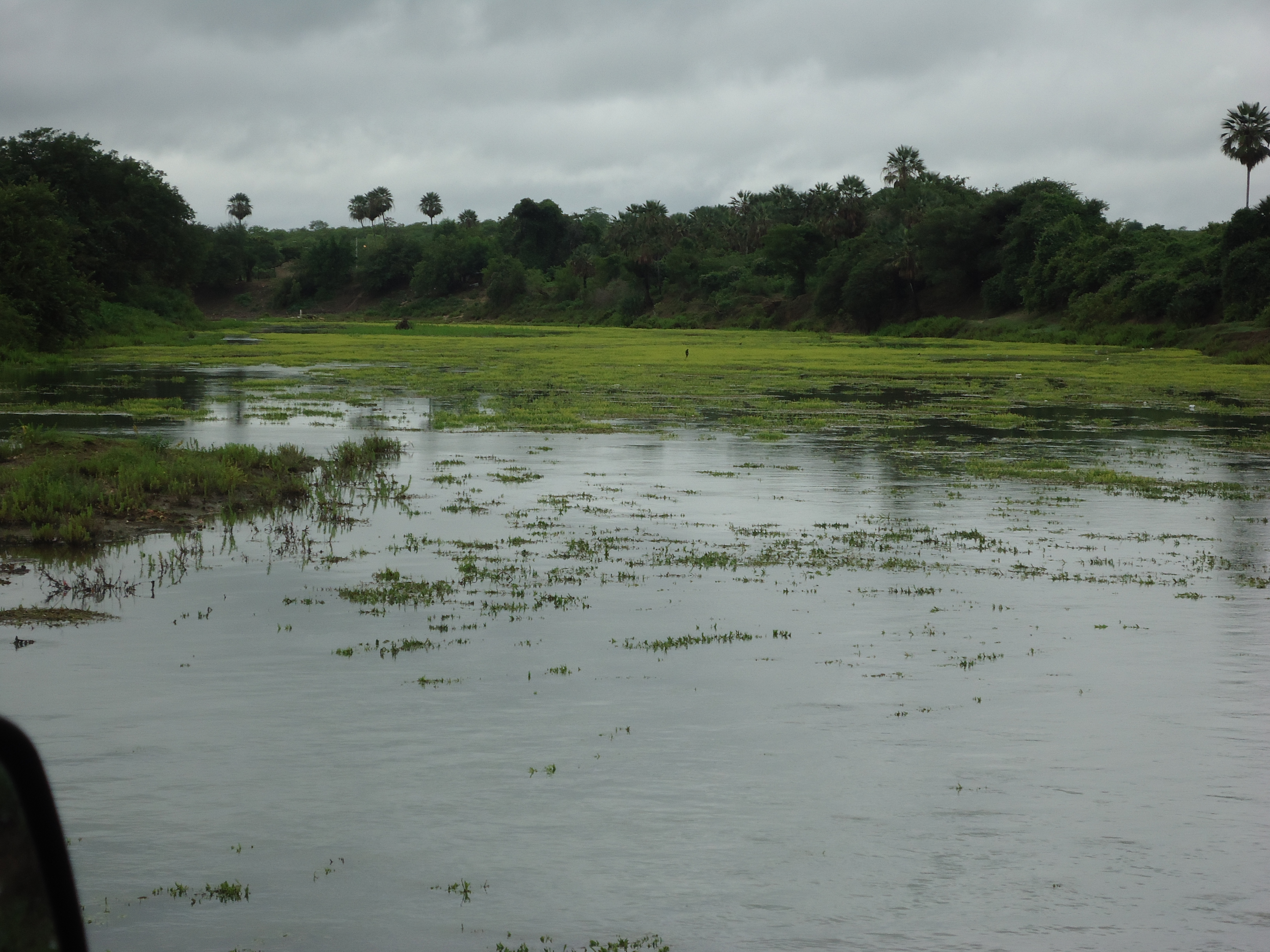
Trecho do rio Apodi-Mossoró na zona rural de Governador Dix-Sept Rosado, com a vegetação durante a estação das chuvas

Os solos predominantes são o cambissolo eutrófico e a rendzina (denominada de chernossolo na nova classificação brasileira de solos), que possuem em comum a sua textura, formada por argila, e variam com relação à sua drenagem e fertilidade, sendo o primeiro mais fértil e o segundo menos drenado. Às margens do rio Apodi estão os vertissolos, pouco permeáveis. Esses solos são cobertos pela caatinga, uma vegetação xerófila de pequeno porte, cujas espécies perdem suas folhas na estação seca. Existem ainda carnaubeiras, de porte maior, espalhadas.
Está inserido na bacia hidrográfica do Rio Apodi-Mossoró, cujo rio principal corta o município, bem como os riachos do Inferno, do Livramento e do Cavalo Morto. O clima é semiárido, com temperaturas elevadas e chuvas concentradas no primeiro semestre, com maior frequência desde fevereiro até maio. Segundo dados da Agência Nacional de Águas (ANA) e da Empresa de Pesquisa Agropecuária do Rio Grande do Norte (EMPARN), desde dezembro de 1910 a maior chuva registrada na cidade em 24 horas alcançou 310 mm em 9 de abril de 1961. Este mês, com 703,8 mm acumulados, é também o mais chuvoso da série histórica.
| Médias pluviométricas para Governador Dix-Sept Rosado (mm) (EMPARN) | Médias pluviométricas para Governador Dix-Sept Rosado (mm) (EMPARN) | Médias pluviométricas para Governador Dix-Sept Rosado (mm) (EMPARN) | Médias pluviométricas para Governador Dix-Sept Rosado (mm) (EMPARN) | Médias pluviométricas para Governador Dix-Sept Rosado (mm) (EMPARN) | Médias pluviométricas para Governador Dix-Sept Rosado (mm) (EMPARN) | Médias pluviométricas para Governador Dix-Sept Rosado (mm) (EMPARN) | Médias pluviométricas para Governador Dix-Sept Rosado (mm) (EMPARN) | Médias pluviométricas para Governador Dix-Sept Rosado (mm) (EMPARN) | Médias pluviométricas para Governador Dix-Sept Rosado (mm) (EMPARN) | Médias pluviométricas para Governador Dix-Sept Rosado (mm) (EMPARN) | Médias pluviométricas para Governador Dix-Sept Rosado (mm) (EMPARN) | Médias pluviométricas para Governador Dix-Sept Rosado (mm) (EMPARN) | Médias pluviométricas para Governador Dix-Sept Rosado (mm) (EMPARN) |
|                                                                     | Jan                                                                 | Fev                                                                 | Mar                                                                 | Abr                                                                 | Mai                                                                 | Jun                                                                 | Jul                                                                 | Ago                                                                 | Set                                                                 | Out                                                                 | Nov                                                                 | Dez                                                                 | Total                                                               |
| ------------------------------------------------------------------- | ------------------------------------------------------------------- | ------------------------------------------------------------------- | ------------------------------------------------------------------- | ------------------------------------------------------------------- | ------------------------------------------------------------------- | ------------------------------------------------------------------- | ------------------------------------------------------------------- | ------------------------------------------------------------------- | ------------------------------------------------------------------- | ------------------------------------------------------------------- | ------------------------------------------------------------------- | ------------------------------------------------------------------- | ------------------------------------------------------------------- |
| Cidade (1911-2019)                                                  | 61,5                                                                | 106,2                                                               | 168,6                                                               | 172,8                                                               | 99,1                                                                | 41,3                                                                | 20,5                                                                | 6,7                                                                 | 2,6                                                                 | 2,6                                                                 | 4                                                                   | 19,1                                                                | 705                                                                 |
| Riacho do Mateus (1962-2004)                                        | 52,9                                                                | 97,5                                                                | 176,5                                                               | 163,2                                                               | 97,9                                                                | 50,3                                                                | 38,7                                                                | 10,6                                                                | 5,7                                                                 | 3                                                                   | 2,3                                                                 | 23,9                                                                | 722,5                                                               |

## Demografia
A população de Governador Dix-Sept Rosado no censo demográfico de 2022 era de 11 938 habitantes (55% urbana e 45% rural), sendo o 47° município em população do Rio Grande do Norte e o 2 042° do Brasil, apresentando uma densidade demográfica de 10,96 hab./km². Da população total, 51,06% eram homens e 48,94% mulheres, tendo uma razão de sexo de 104,33. Quanto à faixa etária, 67,23% da população tinham entre 15 e 64 anos, 24,58% menos de quinze anos e 8,19% 65 anos ou mais.
Em pesquisa de autodeclaração do censo, 51,23% dos habitantes declararam-se pardos, 40,97% brancos, 6,88% pretos e 0,93% amarelos. Todos os habitantes eram brasileiros natos sendo 76,17% naturais do município, dos 96,66% nascidos no estado. Dentre os 3,34% da população naturais de outras unidades da federação, os estados com o maior percentual de residentes eram o Ceará (1,15%), a Paraíba (0,85%) e São Paulo (0,6%).
Ainda segundo o mesmo censo, 74,85% dos habitantes eram católicos apostólicos romanos, 13,55% protestantes, 0,82% testemunhas de Jeová, 0,09% católicos ortodoxos e 0,03% mórmons. Outros 9,74% não tinham religião (incluindo 0,12% ateus), 0,58% seguiam outras religiosidades cristãs e 0,34% não possuíam religião determinada. Na Igreja Católica, Governador Dix-Sept Rosado faz parte da Diocese de Mossoró e possui como padroeiro São Sebastião, cuja festa é celebrada em 20 de janeiro; a paróquia foi criada em 15 de agosto de 1941 e dela também faz parte o município de Felipe Guerra. Existem diversos credos protestantes ou reformados, sendo a Assembleia de Deus a maior denominação.
O Índice de Desenvolvimento Humano (IDH-M) do município é considerado baixo, de acordo com dados do Programa das Nações Unidas para o Desenvolvimento (PNUD). Segundo dados do relatório de 2010, divulgados em 2013, seu valor era 0,592, estando na 107ª posição a nível estadual e na 4 331ª colocação a nível nacional. Considerando-se apenas o índice de longevidade, seu valor é 0,759, o valor do índice de renda é 0,564 e o de educação 0,485. Naquele mesmo ano, 62,5% da população viviam acima da linha de pobreza, 22,79% abaixo da linha de indigência e 14,71% entre as linhas de indigência e de pobreza, ao passo que índice de Gini, que mede a desigualdade social, era 0,5. Ainda no mesmo ano, os 20% mais ricos acumulavam 52,58% do rendimento total municipal, ao passo que os 20% mais pobres detinham apenas 1,94%.

## Política
A administração municipal se dá por dois poderes, o executivo, exercido pelo prefeito e seu secretariado, e o legislativo, representado pelos nove vereadores que formam o câmara municipal que possui, dentre suas atribuições, elaborar e votar leis fundamentais à administração e ao executivo, especialmente o orçamento municipal, a chamada lei de diretrizes orçamentárias. O município se rege por sua lei orgânica, promulgada pela câmara em 7 de abril de 1990.
Quando pertencia de Mossoró, o distrito de Sebastianópolis teve seis subprefeitos, sendo o primeiro José Ludgero da Costa e o último Severino Ramos Vieira. Após a emancipação, seu primeiro prefeito foi Maurílio Sales Dias. O atual chefe do executivo municipal é Artur Rodrigues do Vale Costa e a vice Débora Karla Trigueiro Lima, ambos do Democratas, eleitos em novembro de 2020 com 47,96% dos votos válidos e empossados em 1° de janeiro de 2021.
Até 2018, Governador Dix-Sept Rosado possuía uma comarca de primeira entrância do poder judiciário estadual, que foi extinta e agregada à comarca de Mossoró. O município pertence à 49ª zona eleitoral do Rio Grande do Norte e possuía, em dezembro de 2020, 11 583 eleitores aptos a votar, de acordo com o Tribunal Superior Eleitoral (TSE), equivalente a 0,475% do eleitorado potiguar.

## Subdivisões
Em 2010, a zona urbana era dividida em cinco bairros, que abrigavam juntos 6 447 pessoas. Desde que foi emancipado, Governador Dix-Sept Rosado nunca fora oficialmente subdividido em distritos.
| Bairros por população (IBGE/2022) | Bairros por população (IBGE/2022) |
| Bairro                            | População                         |
| --------------------------------- | --------------------------------- |
| Campestre                         | 2 174                             |
| Santa Catarina                    | 1 450                             |
| Cigana                            | 1 291                             |
| Porfírio Marques                  | 902                               |
| Dix-Sept Rosado                   | 630                               |
| Total                             | 6 447                             |

## Infraestrutura básica
O serviço de abastecimento de água de Governador Dix-Sept Rosado é feito pela Companhia de Águas e Esgotos do Rio Grande do Norte (CAERN), que possui um escritório local na cidade, e a concessionária responsável pelo fornecimento de energia elétrica é a Companhia Energética do Rio Grande do Norte (COSERN), do Grupo Neoenergia, que atende a todos os 167 municípios do estado do Rio Grande do Norte. A voltagem nominal da rede é de 220 volts. Em 2010, o município possuía 63,32% de seus domicílios com água encanada, 97,98% com eletricidade e 53,12% com coleta de lixo.
O código de área (DDD) de Governador Dix-Sept Rosado é 084 e o principal Código de Endereçamento Postal (CEP) é 59790-000. Há cobertura de duas operadoras de telefonia, a TIM e a Vivo. Em 2010, de acordo com o IBGE, 71,56% dos 3 464 domicílios do município tinham apenas telefone celular, 5,75% celular e telefone fixo, 0,82% apenas o fixo e 21,87% não possuíam nenhum.
A frota municipal no ano de 2020 era de 2 109 motocicletas, 1 152 automóveis, 370 motonetas, 235 caminhões, 189 caminhonetes, 117 ciclomotores, 41 reboques, 27 ônibus, 26 micro-ônibus, caminhão trator e semirreboque com 25 cada, 21 camionetas e oito utilitários, totalizando 4 345 veículos. A cidade é atravessada pela rodovia estadual RN-117, que liga Governador Dix-Sept Rosado a Mossoró e Caraúbas. As rodovias federais BR-110 e BR-405 passam apenas pela zona rural, não atingindo a zona urbana. No transporte ferroviário, existe uma estação ferroviária de uma linha que ligava Mossoró a Sousa, este na Paraíba, porém, desde os anos 1980, esta linha está desativada e boa parte dos trilhos não existem mais.